# Canyon di Keystone
Il canyon di Keystone (Keystone Canyon in inglese) è una gola nei pressi di Valdez nello Stato americano dell'Alaska. 

## Geografia fisica
Si trova a circa 30 chilometri da Valdez sull'autostrada Richardson (Richardson Highway) ad una altitudine di 94 metri ed è lungo 4,8 km. Collega le valli basse con quelle alte del fiume Lowe. Le sue pareti sono quasi verticali e in alcuni punti raggiungono quasi 200 metri di altezza.
All'interno della gola diverse cascate scendono per le ripide pareti. Le più grandi sono la "Coda di cavallo" (Horsetail Falls), alta 100 metri, e il "Velo della sposa" (Bridal Veil Falls). Un'altra cascata, ma più piccola, è la "Rudleston Falls". Nella parte sud è attraversato da un sentiero (Valdez-Eagle Trail).

## Storia
La gola è stata nominata dal capitano William R. Abercrombie nel 1898.
Al'interno della gola si può vedere un tunnel scavato a mano ma non completato. Il tunnel faceva parte di un percorso ferroviario per accedere ai minerali nei territori interni dell'Alaska. Nove società diverse speravano di completare la ferrovia, ma alcuni scontri a fuoco misero fine a questi sforzi nel 1907.

## Turismo
Si può attraversare il canyon lungo il fiume Lowe sia in gommone che kayak. D'estate le ripide pareti offrono delle buone salite sulla roccia, mentre in inverno è un luogo frequentato per l'arrampicata sul ghiaccio.

## Fauna
In marzo e in aprile le capre di montagna si possono vedere lungo l'estremità ovest del canyon sulla parete meridionale.

## Alcune immagini

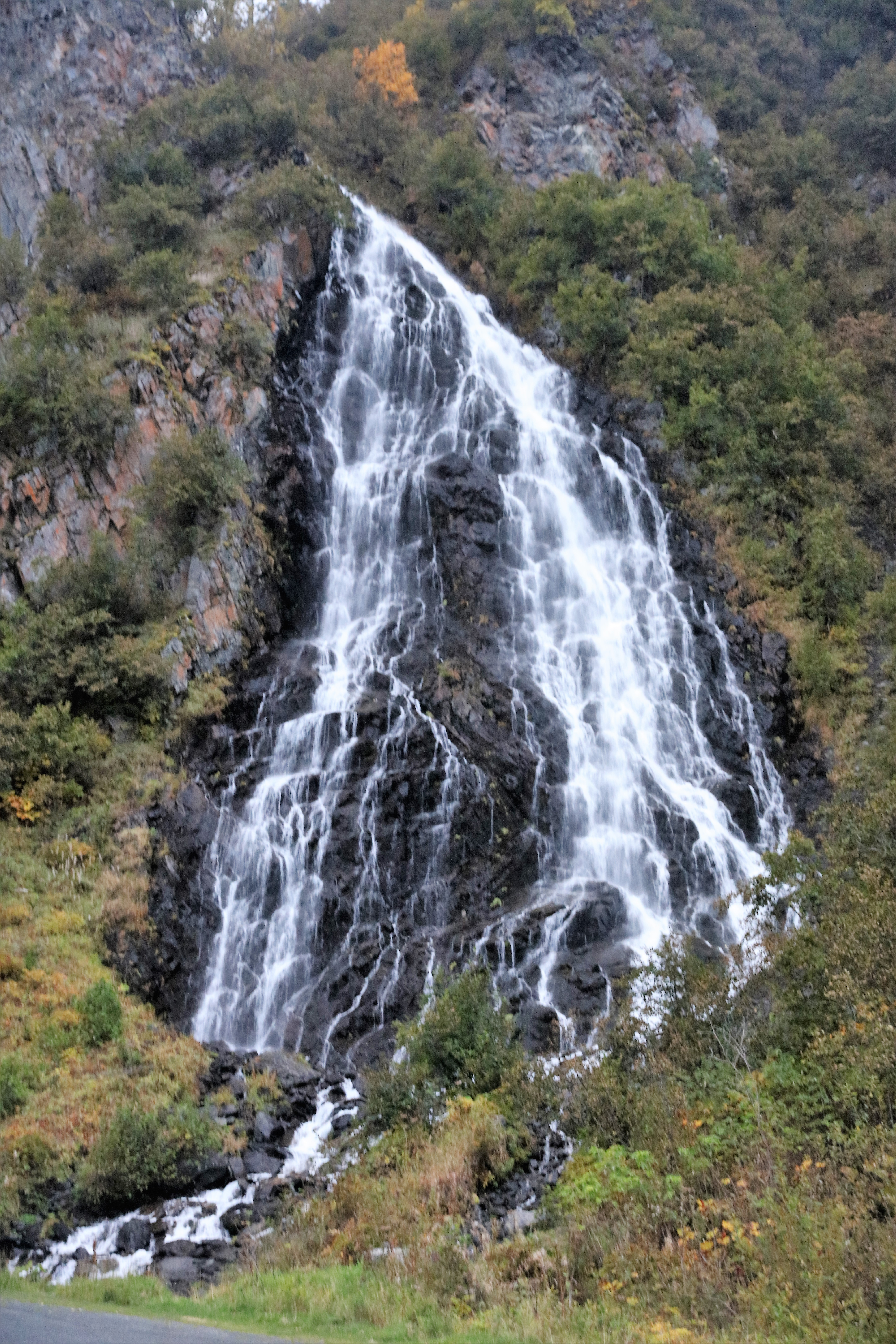
La cascata Coda di cavallo
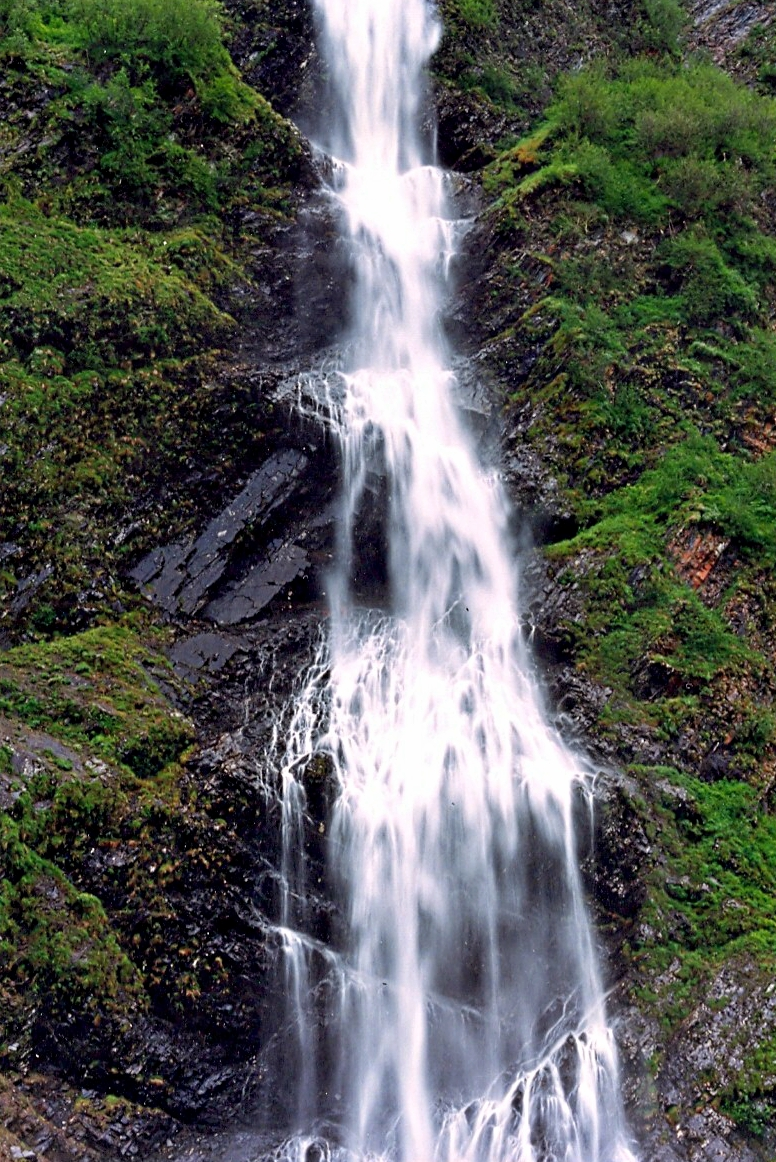
La cascata Il velo della sposa
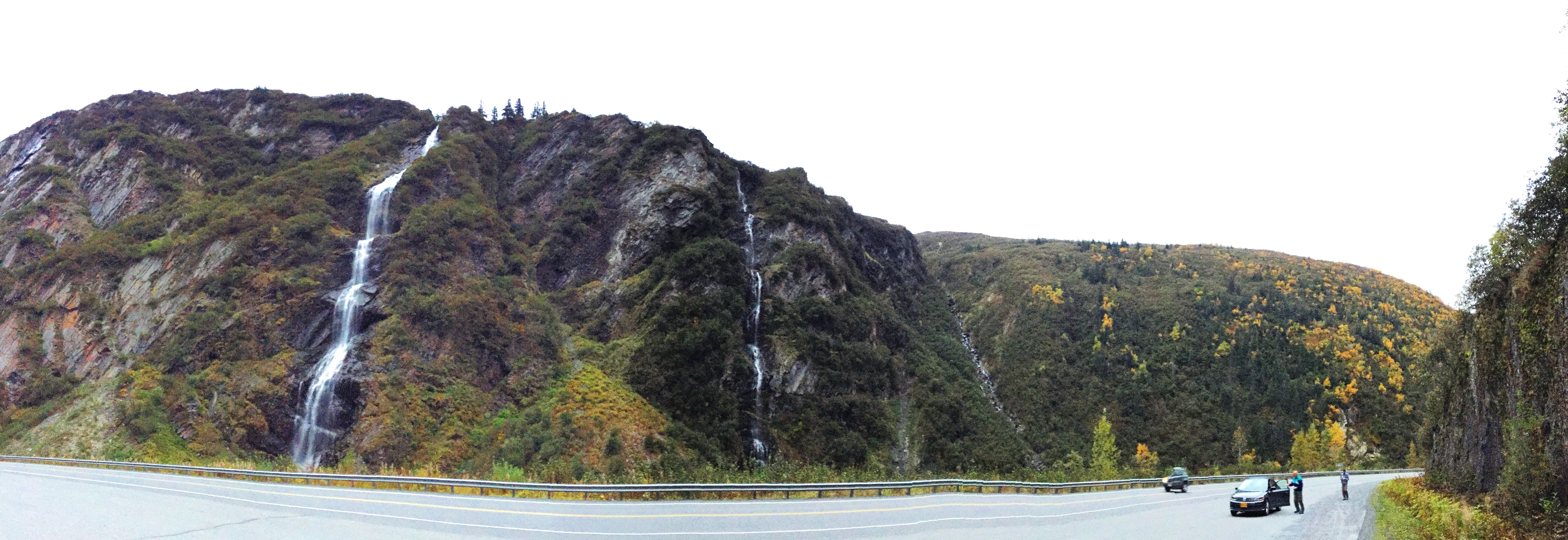
Panoramica sul canyon
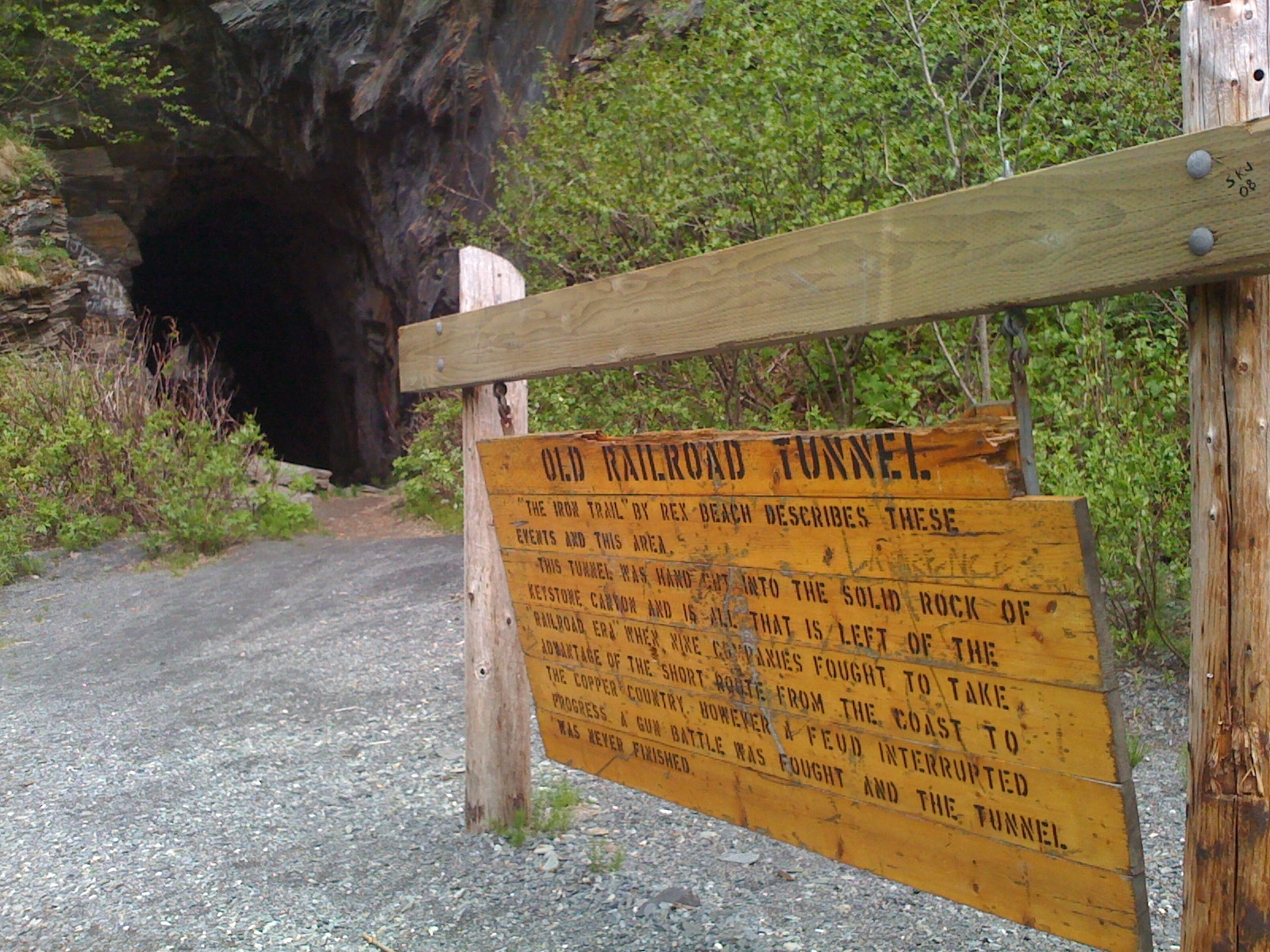
L'entrata del tunnel incompiuto
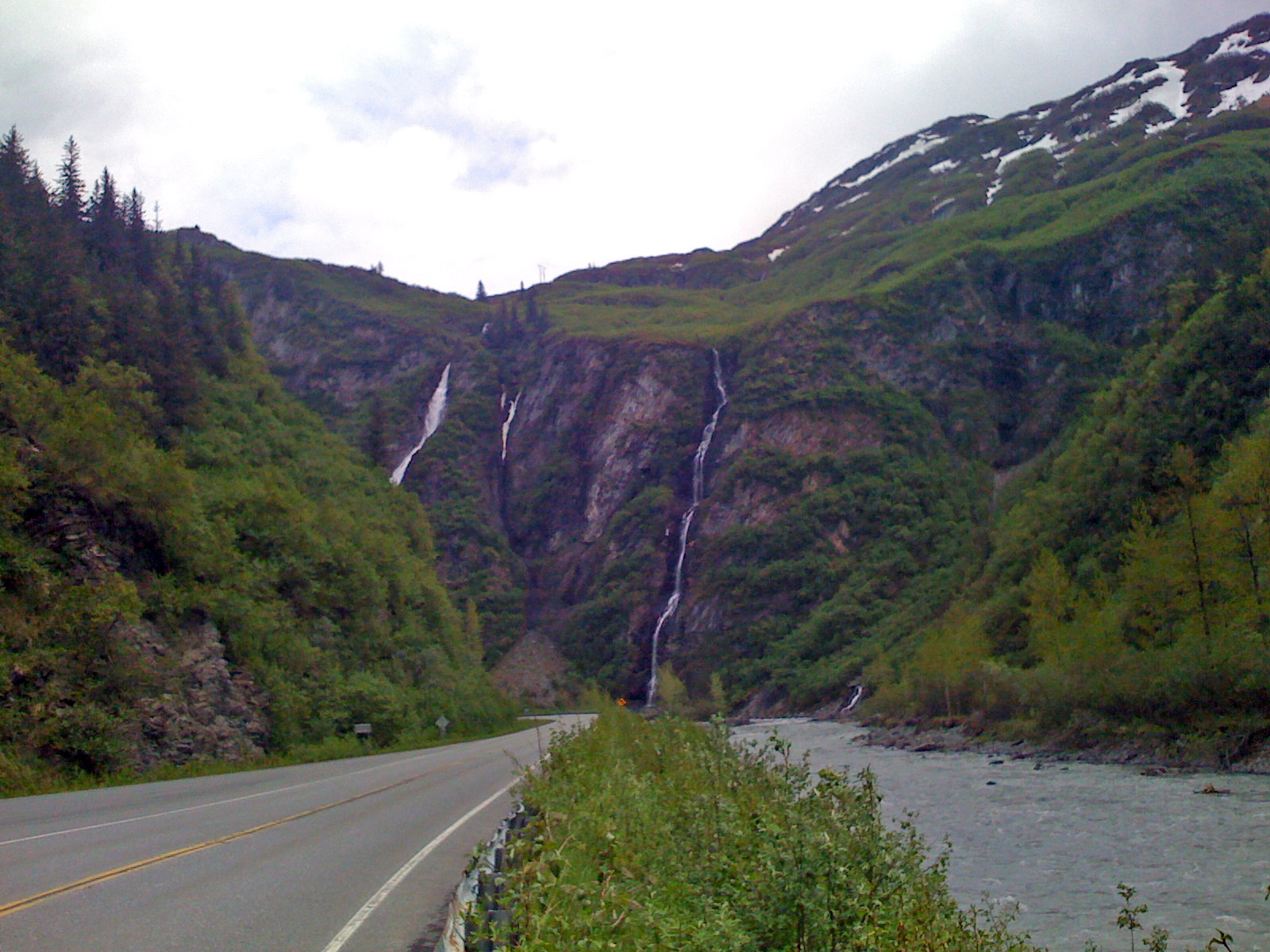
La Richardson Hwy lungo il canyon